# Dethkarz
Dethkarz est un jeu vidéo de course futuriste développé par Melbourne House et édité par Beam Software, sorti en 1998 sur Windows.

## Accueil
- GameSpot : 5,7/10[1]